# Polyglycitolsirup
Polyglycitolsirup ist ein Lebensmittelzusatzstoff, der in der Europäischen Union als E 964 zugelassen ist. Er dient als Zuckeraustauschstoff.

## Eigenschaften
Beim Polyglycitolsirup handelt es sich um eine farb- und geruchlose klare Flüssigkeit. Es besteht aus einem Gemisch aus Sorbit und Maltit. Neben diesen Hauptbestandteilen kann es auch geringe Mengen von hydrierten Oligo- und Polysacchariden und Maltrotriitol enthalten. Der Sirup ist 0,8 mal so süß wie Zucker.
Er ist auch unter den Begriffen hydriertes Stärkehydrolysat, hydrierter Glucosesirup und Polyglucitol bekannt.

## Synthese
Polyglycitol kann mithilfe von einer katalytischen Hydrierung eines aus Glucose, Maltose und höheren Glucosepolymeren bestehenden Gemischs von Stärkehydrolysaten synthetisiert werden. Im Anschluss wird der Sirup entsalzt und auf die gewünschte Menge konzentriert.

## Verwendung
Dieser Lebensmittelzusatzstoff gehört zur Gruppe der Süßungsmittel, genauer zur Funktionsklasse der Zuckeraustauschstoffe. Er weist gegenüber anderen Süßungsmitteln den Vorteil auf, dass er nicht in kristalliner Form vorliegt und wird deshalb in Süßwaren und gefrorenen Desserts verwendet.

## Rechtliche Situation
In der Europäischen Union sind die Lebensmittelzusatzstoffe gemäß dem Anhang II der Verordnung (EG) Nr. 1333/2008 (Stand August 2021) sowie in der Schweiz, gemäß der Zusatzstoffverordnung (ZuV) (Stand: Juli 2020) aufgelistet. Polyglycitol ist weiterhin in der Europäischen Union als Lebensmittelzusatzstoff für ohne Zuckerzusatz hergestellte Lebensmittel zugelassen. Dabei gelten unterschiedliche Höchstmengenbeschränkungen. Im Speiseeis dürfen pro Kilogramm Eis beispielsweise nicht mehr als 200 Gramm Sirup enthalten sein. Das Gleiche gilt für Schokoladen- und Kakaoprodukte. Für Gelees und Konfitüren liegt die Grenze bei 500 Gramm pro Kilogramm.